# Liste der Biografien/Kg
Liste der Biografien |
Portal Biografien |
Personensuche
# |
A |
B |
C |
D |
E |
F |
G |
H |
I |
J |
K |
L |
M |
N |
O |
P |
Q |
R |
S |
T |
U |
V |
W |
X |
Y |
Z |
?
 
Ka |
Kb |
Kc |
Kd |
Ke |
Kf |
Kg |
Kh |
Ki |
Kj |
Kl |
Km |
Kn |
Ko |
Kp |
Kr |
Ks |
Kt |
Ku |
Kv |
Kw |
Ky |
Kx |
Kz
Die Liste der Biografien führt alle Personen auf, die in der deutschsprachigen Wikipedia einen Artikel haben. Dieses ist eine Teilliste mit 11 Einträgen von Personen, deren Namen mit den Buchstaben „Kg“ beginnt.

## Kg

### Kga
- Kgabe, Vicentia (* 1976), südafrikanische Priesterin, Bischöfin von Lesotho
- Kgadiete, Melinda (* 1992), südafrikanische Fußballspielerin
- Kgarametso, Tobolane (* 1966), botswanischer Mittelstreckenläufer
- Kgathi, Shaw (* 1961), botswanischer Politiker
- Kgatlana, Thembi (* 1996), südafrikanische Fußballspielerin

### Kgo
- Kgoale, Nomvula (* 1995), südafrikanische Fußballspielerin
- Kgoroge, Tony (* 1974), südafrikanischer Schauspieler
- Kgosiemang, Andrew (* 1982), namibischer traditioneller Führer
- Kgosiemang, Constance (1946–2012), namibischer traditioneller Führer
- Kgosiemang, Kabelo (* 1986), botswanischer Hochspringer
- Kgositsile, Keorapetse (1938–2018), südafrikanischer Poet und politischer Aktivist